# Melese chiriquensis
Melese chiriquensis là một loài bướm đêm thuộc phân họ Arctiinae, họ Erebidae.